# Stephen Bunting
Stephen Bunting (Liverpool, 9 april 1985) is een Engelse darter die speelt bij de PDC. Bij die bond won hij in 2024 The Masters. Buntings bijnaam is The Bullet. Vanwege uiterlijke gelijkenissen met Peter Griffin van de televisieserie Family Guy was zijn opkomstnummer lange tijd Surfin' Bird van The Trashmen, naar een aflevering uit de serie.

## Carrière

### BDO-periode
Als tiener won Bunting al een aantal toernooien: de British Teenage Open en de World Youth Masters in 2001 en de WDF Europe Youth Cup in 2002. Op zijn achttiende maakte hij zijn debuut op het World Professional Darts Championship. In de eerste ronde versloeg hij Vincent van der Voort en hij verloor vervolgens in de tweede ronde van Ted Hankey. Een jaar later, in 2005, stond Bunting opnieuw op Lakeside, maar dat jaar verloor hij al in de eerste ronde van John Henderson.
Vervolgens braken er mindere jaren aan voor Bunting. In 2005 haalde hij nog de halve finale van het Norway Open en het Northern Ireland Open, maar hij wist zich niet meer te kwalificeren voor het Wereldkampioenschap. In 2008 won Bunting het Lytham St. Annes Open, waar hij in de finale Robbie Green met 5–2 versloeg. Hetzelfde jaar won hij het Northern Ireland Open en wist hij zich te plaatsen voor Lakeside 2009 als stand-by speler.
In 2012 won Bunting zijn eerste grote toernooi. Hij wint de Winmau World Masters door met 7–4 van Tony O'Shea te winnen. In december 2012 won hij zijn tweede grote toernooi, de Zuiderduin Darts Masters door in de finale Alan Norris met 5–0 te verslaan. In 2013 won Bunting weer de Winmau World Masters door in de finale  James Wilson te verslaan met 7–0. In 2014 won hij het World Professional Darts Championship. In de finale versloeg hij Alan Norris met 7–4.

### Overstap PDC
Bunting kondigde op 22 januari 2014 aan dat hij de overstap maakt naar de PDC. Bunting gaf aan dat, ondanks dat het een lastige beslissing was, hij dit hoofdzakelijk deed in het belang van zijn gezin. Omdat Bunting bij de beste vier op het officieuze BDO WK zat, hoefde hij niet de Q-School te spelen en kreeg hij automatisch een tourkaart voor twee jaar. Op de PDC World Darts Championship 2015 haalde hij de kwartfinale.

### 2014
Meteen na zijn overstap naar de PDC probeerde Bunting zich te kwalificeren voor de UK Open.
Tijdens het eerste van zes kwalificatietoernooien won hij zijn eerste ronde van Jake Patchett met 6-4. In de tweede ronde werd hij uitgeschakeld door de 3-voudige wereldkampioen Michael Van Gerwen met 6-3. De volgende dag, op 8 januari, moest Bunting terug aan de bak voor het tweede kwalificatietoernooi. Hij klopte Dick van Dijk in de eerste ronde en versloeg Alan Derett in de tweede ronde.

### 2021
Op het PDC World Darts Championship 2021, dat plaatsvond van 15 december 2020 tot en met 3 januari 2021, was Bunting als 26e geplaatst. Hij versloeg Andy Boulton, James Wade, Ryan Searle en Krzysztof Ratajski om voor de eerste keer in zijn carrière de halve finale van het PDC-WK te behalen. De uiteindelijke wereldkampioen Gerwyn Price zorgde voor zijn uitschakeling in de halve finale. 

### 2024
Door Ross Smith, de dan regerend wereldkampioen Luke Humphries, Peter Wright en Nathan Aspinall te verslaan, bereikte Bunting de finale van The Masters. Daarin passeerde hij Michael van Gerwen met een uitslag van 11-7. Zo bemachtigde hij zijn eerste titel op een televisietoernooi van de PDC.
Voor het eerst op de Grand Slam of Darts had een groep een gezamenlijk gemiddelde van meer dan honderd. De twaalf gemiddeldes die Bunting, Gian van Veen, Wessel Nijman en Josh Rock in hun zes groepswedstrijden gooiden, vormden een groepsgemiddelde van 105,66.
In 2024 haalde Bunting zes finales van Players Championships. Hij verloor ze echter allemaal, van achtereenvolgens Raymond van Barneveld, Luke Littler, Wessel Nijman, Chris Dobey, Luke Humphries en Cameron Menzies.

### 2025
Op het PDC World Darts Championship 2025, dat plaatsvond van 15 december 2024 tot en met 3 januari 2025, was Bunting als achtste geplaatst. Hij versloeg Kai Gotthardt, Madars Razma, Luke Woodhouse en Peter Wright om voor de tweede keer in zijn carrière de halve finale van het PDC-WK te behalen. Uiteindelijke wereldkampioen Luke Littler zorgde voor zijn uitschakeling.
Halverwege januari won Bunting zijn eerste World Series-titel. Op de Bahrain Darts Masters ging hij langs Nitin Kumar, Chris Dobey en Luke Humphries om de finale te bereiken. Daarin ging hij voorbij aan Gerwyn Price. Tegen Dobey liet Bunting een gemiddelde van 111,33 noteren in hun kwartfinale. Dat was op dat moment het hoogste moyenne ooit op de Bahrain Darts Masters. Echter, Gerwyn Price gooide in de daaropvolgende wedstrijd 115,31 gemiddeld en nam dus het record over. Diezelfde maand haalde Bunting de finale van de Dutch Darts Masters door Gian van Veen, Raymond van Barneveld en Luke Littler te verslaan. Uiteindelijk was Rob Cross te sterk.
Op de Masters, die een andere opzet had dan voorheen, was Bunting titelverdediger. Hij versloeg William Borland en Peter Wright, maar werd in de kwartfinale uitgeschakeld door Danny Noppert.
Door Darius Labanauskas, Cameron Menzies, Karel Sedláček, Luke Humphries en Nathan Aspinall te verslaan, won Bunting op het International Darts Open zijn eerste European Tour-titel.
Bunting bereikte op de Nordic Darts Masters, een World Series-evenement, de finale door Oskar Lukasiak, Jonny Clayton en Nathan Aspinall te verslaan. In de finale versloeg hij Rob Cross met een uitslag van 8-4. Diezelfde maand won hij Players Championship 18. In de finale ging hij langs Jermaine Wattimena, nadat hij in eerdere ronden William Borland, Ian White, Ritchie Edhouse, Alan Soutar, Karel Sedláček en Dave Chisnall versloeg.
In juli haalde Bunting de finale van de Poland Darts Masters. Dit deed hij door Tytus Kanik, Krzysztof Ratajski en Luke Littler te verslaan. Uiteindelijk was Gerwyn Price met een uitslag van 8-7 nipt te sterk.

## Gespeelde finales televisietoernooien

### BDO
| Resultaat | Nr. | Jaar | Kampioenschap                | Tegenstander | Score | Variant |
| Winnaar   | 1.  | 2012 | Zuiderduin Masters           | Alan Norris  | 5 – 0 | Sets    |
| Winnaar   | 2.  | 2012 | World Masters                | Tony O'Shea  | 7 – 4 | Sets    |
| Winnaar   | 3.  | 2013 | World Masters                | James Wilson | 7 – 0 | Sets    |
| Winnaar   | 4.  | 2014 | BDO World Darts Championship | Alan Norris  | 7 – 4 | Sets    |

### PDC
| Resultaat | Nr. | Jaar | Kampioenschap | Tegenstander       | Score  | Variant |
| Winnaar   | 1.  | 2024 | The Masters   | Michael van Gerwen | 11 – 7 | Legs    |

## Resultaten op Wereldkampioenschappen

### BDO
- 2004: Laatste 16 (verloren van Ted Hankey met 0–3)
- 2005: Laatste 32 (verloren van John Henderson met 0–3)
- 2009: Laatste 32 (verloren van Gary Robson met 1–3)
- 2010: Laatste 16 (verloren van Tony O'Shea met 0–4)
- 2011: Kwartfinale (verloren van Dean Winstanley met 1–5)
- 2013: Laatste 16 (verloren van Darryl Fitton met 2–4)
- 2014: Winnaar (gewonnen van Alan Norris met 7–4)

### WDF
- 2013: Runner-up (verloren van Wesley Harms met 6-7)

### PDC
- 2015: Kwartfinale (verloren van Raymond van Barneveld met 4–5)
- 2016: Laatste 32 (verloren van Raymond van Barneveld met 3–4)
- 2017: Laatste 64 (verloren van Darren Webster met 2-3)
- 2018: Laatste 64 (verloren van Dimitri Van den Bergh met 1-3)
- 2019: Laatste 64 (verloren van Luke Humphries met 1-3)
- 2020: Laatste 16 (verloren van Michael van Gerwen met 0-4)
- 2021: Halve finale (verloren van Gerwyn Price met 4-6)
- 2022: Laatste 64 (verloren van Ross Smith met 2-3)
- 2023: Kwartfinale (verloren van Michael Smith met 3-5)
- 2024: Laatste 16 (verloren van Michael van Gerwen met 0-4)
- 2025: Halve finale (verloren van Luke Littler met 1-6)

## Resultaten op de World Matchplay
- 2014: Laatste 16 (verloren van Gary Anderson met 8-13)
- 2015: Laatste 32 (verloren van Ian White met 6-10)
- 2016: Laatste 32 (verloren van Mensur Suljovic met 8-10)
- 2017: Laatste 32 (verloren van Michael van Gerwen met 4-10)
- 2018: Laatste 32 (verloren van Gary Anderson met 7-10)
- 2019: Kwartfinale (verloren van Rob Cross met 14-16)
- 2021: Laatste 32 (verloren van Gary Anderson met 5-10)
- 2022: Laatste 32 (verloren van Krzysztof Ratajski met 6-10)
- 2023: Laatste 32 (verloren van Gerwyn Price met 3-10)
- 2024: Laatste 16 (verloren van Luke Humphries met 7-11)
- 2025: Kwartfinale (verloren van Jonny Clayton met 7-16)